# Youka Nitta
Youka Nitta (japonès: 新田祐克)  (prefectura de Fukui, 8 de març de 1971) és una yaoi artista de manga japonesa. Tot i que Nitta ja era una fanàtica del manga, una noia gran que era la seva veïna la va introduir al manga yaoi quan estava al cinquè grau. La seva primera història de manga, "GROUPIE" , va ser publicat per Biblos el 1997. Ella creu que els personatges no sempre han de ser el seme o l'uke, i el seu Embracing Love ha estat anomenat el primer títol disponible amb una parella "reversible" en anglès. L'any 2008 es va informar que Nitta havia infringit els drets d'autor de fent publicitat de fotografies rastrejant-les per a il·lustracions al seu manga Haru wo daiteita; posteriorment es va disculpar pel mal ús, igual que el seu editor. Nitta va assistir a la Yaoi-Con de 2002 i la New York Comic Con de 2006, però va cancel·lar la seva aparició prevista a la Yaoi-Con de 2008 arran de l'escàndol de rastreig.